# The Satan Pit
"The Satan Pit"  (KBS 방영 제목: <악마라는 이름으로>)는 영국의 SF 드라마 《닥터 후》 시리즈 2의 아홉 번째 에피소드이다. 2006년 6월 10일 영국에서 처음 방송되었으며, "The Impossible Planet"과 함께 2부작으로 된 에피소드 중 후편에 해당된다.
타디스가 온데간데없이 사라진 상황에서 로즈와 나머지 인간 대원들은 기지 내에 갇혀 방의당한 우드들에게 포위되고, 기지가 있는 행성은 블랙홀을 향해 힘없이 빨려들어가기 시작한다. 한편 이 불가능한 행성의 심장부에 갇힌 닥터는 더 깊은 곳으로 내려갔다가 드디어 '야수'를 마주하고, 그것이 악마의 모태가 되었음을 깨닫게 된다. 그리고 그 자리에서 중대한 선택을 해야 할 위기에 놓인다.

## 줄거리
전편인 "The Impossible Planet"의 마지막 장면부터 이어진다. 크롭토르 행성 지하로 내려간 닥터와 아이다 스콧 연구원은 그곳에서 우연히 마주친 이상한 문을 조사하고 있었고, 지상 기지에서는 로즈와 나머지 살아남은 대원 세명(제퍼슨, 대니, 토비)은 야수에게 빙의당한 채 통역 장치로 대원들을 죽이고 다니며 조금씩 접근해오는 우드들로부터 벗어나려 애쓴다. 로즈 일행은 처음에는 여전히 토비에게 그 야수가 씌였다고 굳게 믿지만, 로즈는 그 야수란 것이 이미 토비의 몸에서 벗어나 우드의 몸속으로 옮겨가는 것을 본 걸 떠올려보라며 그렇지 않다고 설득한다. 한편 닥터와 아이다는 문을 열은 뒤 거기에서 아무것도 안 나오는 것을 확인하고, 지상의 다른 대원들에게 연락한다. 이후 구덩이 밑을 더 조사하고 싶어하던 닥터는 몸에 줄을 묶고 직접 구덩이 속으로 들어가기 위해 해치 위에 올라서지만, 재크 대장이 '제9전략'을 실행하기 위해 흩어졌던 대원들은 다시 한자리로 모이라고 알린다. 이에 닥터와 아이다는 단념하고 지상 기지로 되돌아갈 준비를 하려던 그 순간, 야수의 목소리가 우드를 통해 닥터와 나머지 대원들에게 전달되기 시작한다. 자신은 모든 종교를 통틀어 출현하는 악 (惡)의 전형이라는 것. 그리고 자신은 이 우주가 시작되기 전부터 행성 안에 봉인되어 있었고 이제는 탈출을 노리고 있다고 밝힌다. 마지막으로 대원들 개인이 각자 두려워하는 점과 약한 점을 꼬집으며 사기를 꺾다가, 로즈에게는 "곧 머지않아 전투에서 죽을 것"이라고 말한다. 하지만 닥터는 야수가 우리들의 두려움을 이용하고 있는 것이라며, 수적으로 따지면 야수에게 유리하다고 대원들을 안심시킨다. 그런데 그 직후 아이다와 닥터가 탄 승강기 줄이 끊어지는 바람에, 두 사람은 10마일 아래의 지하에 꼼짝없이 갇히고, 지상과의 통신도 끊기게 된다. 이는 로즈의 지적대로, 닥터가 지상으로 돌아와서 대원들을 격려해 야수와 싸워 물리치는 일을 막으려 하는 것이었다.
그러던 사이 관제실에 홀로 있던 재크 대장이 우드들에게 포위되고, 로즈 일행은 우드들의 본거지로 가서 그들을 조종하는 텔레파시 작동을 멈춰 무능력하게 만들기로 결정한다. 그리고 우드들을 피해 자원수송 로봇들이 다니는 통로를 타고 들어가게 된다. 재크 대장은 탈출용 로켓 에너지로 공기를 생성해 대원들이 지나는 통로에 주입해 도와준다. 하지만 우드들이 로즈 일행을 뒤따라 들어가 추격을 시작한다. 이대로 가면 따라잡히겠다고 생각한 제퍼슨은 잠시 멈춰서 자신의 머신건으로 우드들을 쓰러뜨려 나머지 대원들을 호위한다. 제한시간 이내에 남은 대원들이 있는 구간까지 이동해야 했으나 결국 따라잡는데 실패하고,  공기 주입을 한 구간에만 할 수 있었던 탓에 재크 대장은 제퍼슨을 살릴지 아니면 나머지 대원들을 살릴지 난관에 빠진다. 이에 제퍼슨은 우드들에게 잡아죽느니 명예롭게 죽는 게 낫겠다며 자신이 있는 구간의 산소를 빼라고 하고, 결국 산소 부족으로 사망한다. 다시 열심히 도망치던 로즈와 대니, 토비는 머지않아 또다시 우드에게 쫓기는 신세가 되나, 간신히 위쪽으로 향하는 통로로 빠져나간 뒤 우드에게 전달되는 텔레파시 신호를 전부 꺼서 무능력하게 만든다. 그런데 이때 토비가 아직도 야수에게 홀렸다는 사실이 드러나지만 나머지 둘은 그 사실을 모른 채, 재크 대장이 있는 곳으로 합류한다. 그런 뒤 닥터를 놔둘 순 없다는 로즈를 강제로 이끌고 탈출로켓에 올라 행성을 빠져나간다.
한편 닥터와 아이다는 끊겨버린 승강기 줄을 써서 구덩이 속을 탐험하기로 하고, 닥터가 줄을 두른 채 아래로 쭉 내려가보지만 암흑 외에는 아무것도 보이지 않는 모습이었다. 결국 줄이 짧아 더 이상 내려갈 수 없게 되자 스스로 줄을 끊어 추락하고, 그대로 죽는 듯 싶다가 깨어나보니 공기에 의한 완충효과 덕에 살아 있었고 숨도 쉴 수 있다는 사실을 알아차린다. 어두컴컴한 동굴 벽면을 겨우 살펴보니 야수의 최후결전과 투옥 과정이 그려져 있었고, 통로 앞쪽에는 두 개의 고대 항아리가 몇 발짝 거리를 두고 서로 떨어져 있었다. 그 중에 하나를 만지자 항아리에서 빛이 나고 그 앞에 야수의 본모습이 드러난다. 그러나 닥터는 지금 보고 있는 것은 야수의 의식은 일찍이 빠져나가고 꽥꽥거리는 소리밖에 낼 줄 모르는 껍데기에 불과하다는 것을 금방 깨닫고, 곧이어 이 크립토르 행성이 야수를 수감하기 위한 완벽한 감옥으로 설계됐음을 알아차리게 된다. 그리고 앞서 보았던 항아리들은 야수가 빠져나가는걸 막으려고 고안한 일종의 안전장치여서, 항아리가 깨지면 행성은 곧바로 블랙홀 속으로 빨려들어가고, 야수의 본체는 산산히 찢기어 그 의식 역시 사라지는 것이었다. 이에 닥터는 야수를 없애려면 로즈와 나머지 대원들도 희생시켜야 한다는 생각에 잠시 고민하나, 결국에는 로즈를 믿는다며 항아리를 여지없이 깨버린다. 그러자 온 행성이 자전궤도를 벗어나 블랙홀 속으로 빨려들어가고, 닥터 역시 야수를 조롱하며 자신도 사라져야 하는 운명을 애써 받아들이려던 참에, 무너지는 동굴 밖으로 탈출하다 지하에 추락해있던 타디스를 발견하고 기뻐한다.
행성의 중력이 풀린 탓에 빠져나가려던 탈출로켓도 함께 블랙홀 속으로 빨려들어가기 시작하고, 그 로켓에 타고있던 토비가 갑자기 야수에 홀린 모습으로 돌변하고 다른 대원들에게 불까지 뿜는 등 난동을 부린다. 이때 로즈가 재크 대장의 볼트건을 빼앗아 로켓의 앞유리창에 쏘아 구멍을 낸 뒤 토비의 안전띠를 풀고, 토비는 그대로 바깥으로 빨려들어가 블랙홀 속으로 추락한다. 이후 서둘러 선실을 자동보호막으로 밀봉하지만, 로켓이 블랙홀의 중력에서 벗어나기에는 여전히 동력이 부족했다. 그때 갑자기 흔들리던 로켓이 잠잠해지고 블랙홀과의 거리도 오히려 반대방향으로 벌어지게 된다. 알고보니 닥터가 타디스를 타고 그 힘으로 로켓을 안전하게 이송하고 있었다. 닥터는 재크 대장더러 동굴에서 구해내 함께 타디스에 탄 아이다와 그쪽에 있는 로즈를 맞바꾸자고 제안한다. 그리고 야수들에게 홀려 이용당했던 죄없는 우드들은 시간이 없어 구하지 못했다며 미안해한다. 안전 지대에 도달하자마자 두 우주선과 각 탑승객들은 각자의 길을 향하고, 재크 대장은 지구로 향하는 동안 우드를 비롯하여 이번 일로 사망한 인원들을 호명하며 명복을 빌어준다.

### 리뷰
- (영어) 〈The Impossible Planet〉   - 아웃포스트 갈리프레이 리뷰
- (영어) 〈The Impossible Planet" / "The Satan Pit〉   - 아웃포스트 갈리프레이 리뷰
- (영어) "The Impossible Planet"  리뷰 - The Doctor Who Ratings Guide
- (영어) "The Impossible Planet" / "The Satan Pit"  리뷰 - The Doctor Who Ratings Guide